# Txerníxevka
Txerníxevka (en rus: Чернышевка) és un poble (un khútor) de l'óblast de Rostov, a Rússia, segons el cens rus del 2010 tenia 1.667 habitants. Pertany al districte de Zernograd.